# Ozarba atribasalis
Ozarba atribasalis is een vlinder van de familie van de uilen (Noctuidae). De wetenschappelijke naam van deze soort is voor het eerst voorgesteld als Metachrostis atribasalis door George Francis Hampson in een publicatie uit 1896.
De soort komt voor in Oman en Jemen (vasteland en Socotra).